# Fontaine des Dauphins

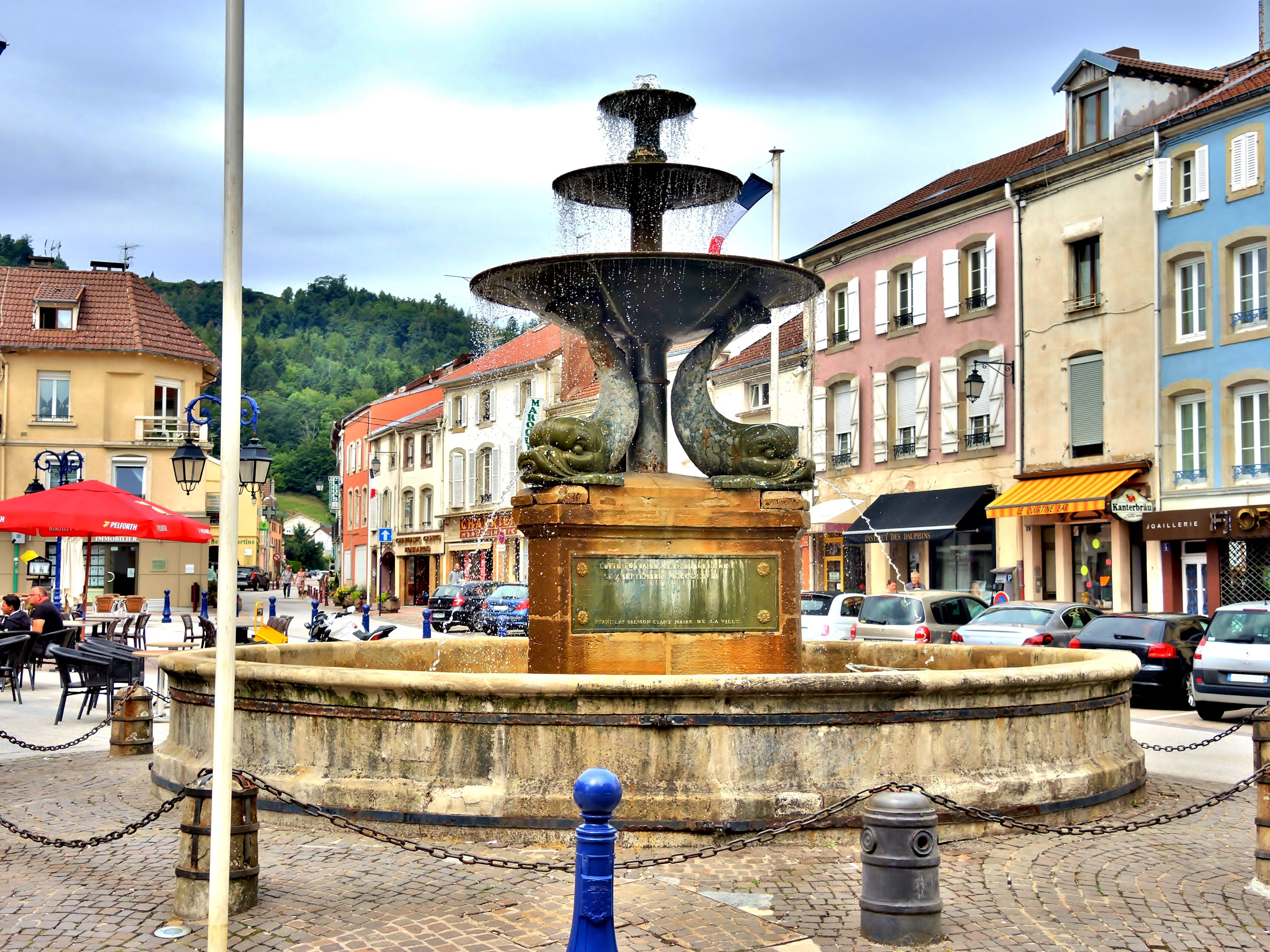
Fontaine des Dauphins

Gusseiserne Tafel mit Gießereivermerk

Place de la Courtine mit der Fontaine des Dauphins, Ansichtskarte um 1910

Die Fontaine des Dauphins (Delphinbrunnen) ist eine historische Brunnenanlage auf der Place Maréchal de Lattre de Tassigny in der französischen Stadt Remiremont, Département Vosges.

## Geschichte
Der Brunnen wurde 1828 errichtet und durch Marie-Thérèse von Frankreich, die Tochter von Ludwig XVI. und Marie-Antoinette, am 11. September des Jahres eingeweiht. Die Prinzessin hielt sich zur Kur in Plombières-les-Bains auf und folgte einer Einladung des Maire Stanislas Bresson zum Besuch der Stadt im Gedenken an ihre verstorbene Cousine Louise-Adélaïde de Bourbon-Condé, die die letzte Äbtissin des Damenstifts Remiremont war.
Zur Erinnerung an die Prinzessin wurde der Brunnen zunächst als Fontaine Marie-Thérèse bezeichnet. Nach dem Sturz der Bourbonen in der Julirevolution von 1830 wurde er nach dem damaligen Namen des Platzes in Fontaine de la Courtine umbenannt. Zum 20. Jahrestag der Befreiung Remiremonts von der deutschen Besatzung erhielt der Platz 1964 seinen heutigen Namen und der Brunnen die Bezeichnung Fontaine des Dauphins.
Die Fontaine des Dauphins war Teil der öffentlichen Wasserversorgung und speiste zusätzlich zwei weitere Brunnen, die Fontaine de Cygne und einen abgegangenen Brunnen in der Rue de la Franche Pierre. Sie ist seit 1996 als Monument historique klassifiziert.

## Beschreibung
Der Brunnen besteht aus einem runden Natursteinbecken, in dessen Zentrum sich ein dreiseitiger, aus Werkstein aufgemauerter Sockel erhebt. Drei wasserspeiende Delphinskulpturen tragen einen Aufbau aus drei sich nach oben verjüngenden Brunnenschalen.
Die Eisengussarbeiten wurden durch die Gießerei Henry Stehelin in Bitschwiller (Département Haut-Rhin) hergestellt.